# Лахесуу (порт)
Порт Ла́хесуу (эст. Lahesuu sadam, код: EELHS)  — морской торговый порт в Таллине, Эстония. Расположен на юго-западном побережье Таллинского рейда, в южной части полуострова Пальяссааре, рядом с портом Пальяссааре. Оператор порта — акционерное общество AS Lahesuu Sadam. Адрес порта: ул. Пальяссааре, 16.

## История порта
Порт Лахесуу изначально возник как лодочная гавань после того, как в 1949 году в расположенном на восточном берегу полуострова Пальяссааре старой рыбной гавани (ныне порт Пальяссааре) было основано предприятие «Tаллинский морской рыбный порт». На советских топографических картах O-42 1:25 000 1961 года и С-63 1:25 000 1972 года он обозначен как Шлюпочная гавань, на картах O-42 1:25 000 1987 года и O-42 1:50 000 1988 года  порты Пальяссааре и Лахесуу вместе обозначены как Новая рыбная гавань. В 1992 году было основано предприятие AS Lahesuu Sadam. Современное название дано порту 22 мая 2006 года решением городской управы Таллина.

## Описание порта
Территория порта — 29 518,75 м². Навигационный период — с 1 января по 31 декабря.

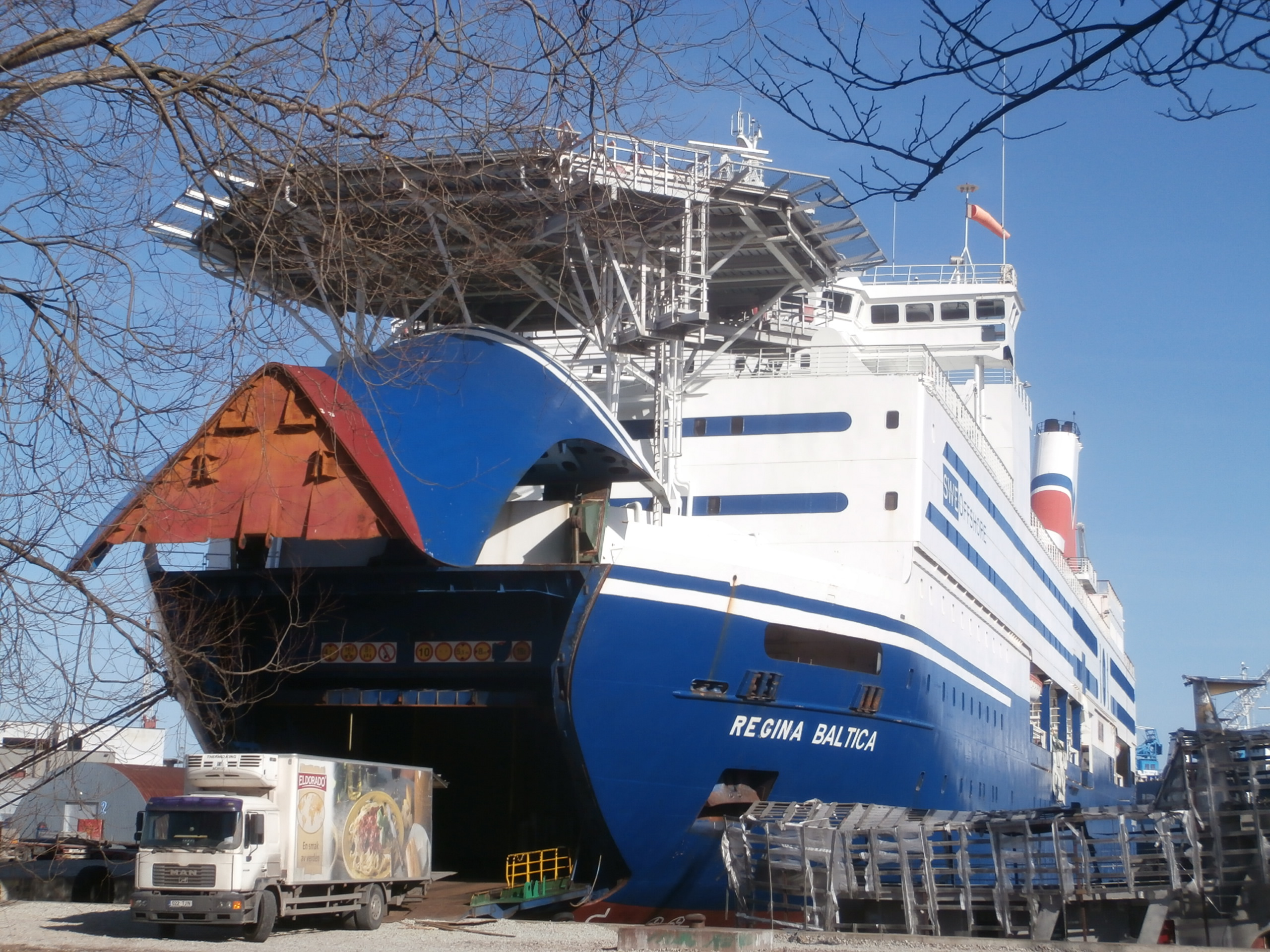
Паром MS Regina Baltica в порту Лахесуу, 2014 год

Технические данные порта согласно Регистру портов Эстонии:
- общий тоннаж судна — от 500 до 7500 тонн;
- наибольшая длина судна — 160 м;
- наибольшая ширина судна — 35 м;
- наибольшая осадка судна — 4,1 м;
- наименьшая ширина судового хода — 94 м;
- наименьшая глубина судового хода — 5,9 м.

Порт имеет 4 причала, все — стационарные:
| Наименование причала     | Тип причала  | Глубина у причала, м | Длина причала, м |
| ------------------------ | ------------ | -------------------- | ---------------- |
| № 40А отстойный/грузовой | стационарный | 5,8                  | 122              |
| № 40B отстойный/грузовой | стационарный | 3,8                  | 43               |
| № 40C отстойный/грузовой | стационарный | 4,5                  | 95               |
| № 40D отстойный/грузовой | стационарный | 4,3                  | 161              |

## Показатели
Торговый оборот:
| Год        | 2009  | 2010    | 2011    | 2012    | 2013    | 2014    | 2015    | 2016    | 2017    | 2018    | 2019    | 2020    | 2021    | 2022    | 2023    | 2024, прогноз |
| ---------- | ----- | ------- | ------- | ------- | ------- | ------- | ------- | ------- | ------- | ------- | ------- | ------- | ------- | ------- | ------- | ------------- |
| Тысяч евро | 588,3 | ↗ 607,7 | ↗ 747,4 | ↘ 431,1 | ↗ 505,6 | ↘ 445,9 | ↘ 338,6 | ↗ 707,4 | ↘ 430,1 | ↘ 398,3 | ↗ 501,0 | ↗ 585,0 | ↗ 640,7 | ↗ 833,1 | ↘ 778,3 |               |

В 2019 году в общем торговом обороте предприятия Lahesuu Sadama AS портовые услуги составили 49,0 %, сдача недвижимости в аренду — 30,9 %, управление недвижимостью — 20,1 %; в 2023 году соответственно — 50,0 %, 30,8 % и 19,2 %. Средняя численность работников в 2019—2024 годах — 4 человека.
Средняя заработная плата:
| Год  | 2015 | 2016   | 2017   | 2018   | 2019   | 2020   | 2021   | 2022   | 2023   | 2024   |
| ---- | ---- | ------ | ------ | ------ | ------ | ------ | ------ | ------ | ------ | ------ |
| Евро | 1578 | ↗ 1654 | ↗ 1730 | ↗ 1919 | → 1919 | ↗ 1973 | ↗ 2185 | ↗ 2579 | ↘ 2546 | ↗ 2602 |